# گورستان خلوشت
گورستان خلوشت مربوط به عصر آهن دو I است و در شهرستان رودبار و در زمین های  پاکده  در بخش عمار لو، خلوشت واقع شده و این اثر در تاریخ ۱۹ مرداد ۱۳۸۴ با شمارهٔ ثبت ۱۲۸۲۹ به‌عنوان یکی از آثار ملی ایران به ثبت رسیده است.